# Ernst Wursthorn
Ernst Wursthorn (* 2. August 1941) ist ein ehemaliger deutscher Skispringer.

## Werdegang
Wursthorn begann bereits als Kind mit dem Skisport. Seine ersten Erfolge sammelte er bei Ortsmeisterschaften und dem Kreisjugendskitag. Obwohl er schnell gute Ergebnisse im Skispringen erreichte, startete Wursthorn anfangs als Nordischer Kombinierer. Nachdem er die Qualifikation für die Olympischen Winterspiele 1968 in Grenoble nur knapp verpasst hatte, konzentrierte er sich wenig später ganz auf das Springen. 1969 wurde er in die Nationalmannschaft aufgenommen und gab bei der Vierschanzentournee 1969/70 sein internationales Debüt. Jedoch verpasste er dabei den Durchbruch und beendete die Tournee nur auf dem 96. Platz der Gesamtwertung.
Bei den Deutschen Meisterschaften 1970 gewann Wursthorn seinen ersten deutschen Meistertitel.
Mit der Vierschanzentournee 1971/72 bestritt Wursthorn seine erfolgreichste Tournee. Mit Rang 21 auf der Großen Olympiaschanze in Garmisch-Partenkirchen erreichte er dabei auch sein bestes Tournee-Einzelergebnis. In der Gesamtwertung erreichte er den 26. Platz.
Für die Olympischen Winterspiele 1972 in Sapporo hatte er damit zwar die Norm erfüllt und die Qualifikation für einen Startplatz geschafft, jedoch entschied der Deutsche Skiverband, Wursthorn wegen des Alters von zwischenzeitlich 30 Jahren nicht mehr zu Olympia reisen zu lassen. Daraufhin gab es Proteste unter Sportlerkollegen und eine öffentliche Demonstration in Freiburg im Breisgau. Bei der Skiflug-Weltmeisterschaft 1972 in Planica erreichte Wursthorn den 40. Platz. Bei den deutschen Meisterschaften 1972 gewann er seinen zweiten nationalen Titel.
Bereits im Jahre 1971 eröffnete Ernst Wursthorn seinen ersten Skilift am Wirbstein, später folgte der Thurner-Lift. Nach seiner aktiven Karriere wurde er Trainer für den Skilanglauf und im Skispringen und trainierte Nachwuchsspringer wie Timo Wangler, Nico Faller oder Tobias Simon. 
Wursthorns 13 Jahre jüngerer Bruder Albert war ebenfalls als Skispringer auf internationaler Ebene aktiv.

## Statistik

### Vierschanzentournee-Platzierungen
| Saison  | Platz | Punkte |
| ------- | ----- | ------ |
| 1969/70 | 96.   | 341,1  |
| 1970/71 | 61.   | 510,5  |
| 1971/72 | 26.   | 832,4  |
| 1972/73 | 39.   | 743,6  |
| 1973/74 | 64.   | 695,0  |